# Pattern 1853 Enfield
Lo Enfield Pattern 1853 Rifled Musket (conosciuto anche come Pattern 1853 Enfield, P53 Enfield, e Enfield Rifled Musket) era un moschetto ad avancarica a canna rigata calibro .577, utilizzato dall'Impero britannico dal 1853 al 1867. Dopo tale periodo molti Enfield 1853 furono convertiti nel fucile Snider-Enfield.

## Storia e sviluppo
Il termine Rifled Musket stava a significare che il fucile aveva la stessa lunghezza del moschetto che andava a rimpiazzare (il vecchio Brown Bess), dal momento che si pensava che un lungo fucile fosse necessario per consentire ai soldati di fare fuoco su due file, permettendo alle bocche da fuoco della seconda fila di collocarsi oltre i volti degli uomini in prima linea. Inoltre, il fucile doveva essere sufficientemente lungo per permetterne l'utilizzo con la baionetta inastata, qualora si fosse presentata l'eventualità di un corpo a corpo all'arma bianca.
La canna, della lunghezza di 39" (991 mm), presentava tre rigature del passo di 1:78 ed era fissata al calcio con tre fascette metalliche, motivo per cui il fucile viene spesso denominato modello a "tre fascette".
Le "cartucce" contenevano 68 grani di polvere nera e la palla era tipicamente una Prichett o una pallottola Minié da 530 grani, che veniva sparata ad una velocità di circa 270 metri al secondo. L'accensione avveniva grazie alla nuova capsula a percussione.
L'alzo posteriore dell'Enfield era regolabile per 100 (l'usuale distanza di ingaggio in battaglia), 200, 300 e 400 iarde. Per distanze superiori veniva utilizzato un alzo a scatto, graduato da 900 a 1250 iarde (in base a modello e data di fabbricazione). Con l'esercizio un buon tiratore poteva colpire un bersaglio delle dimensioni di un uomo a circa metà di questa gittata.

## Moti indiani del 1857 (cosiddettoMutiny)

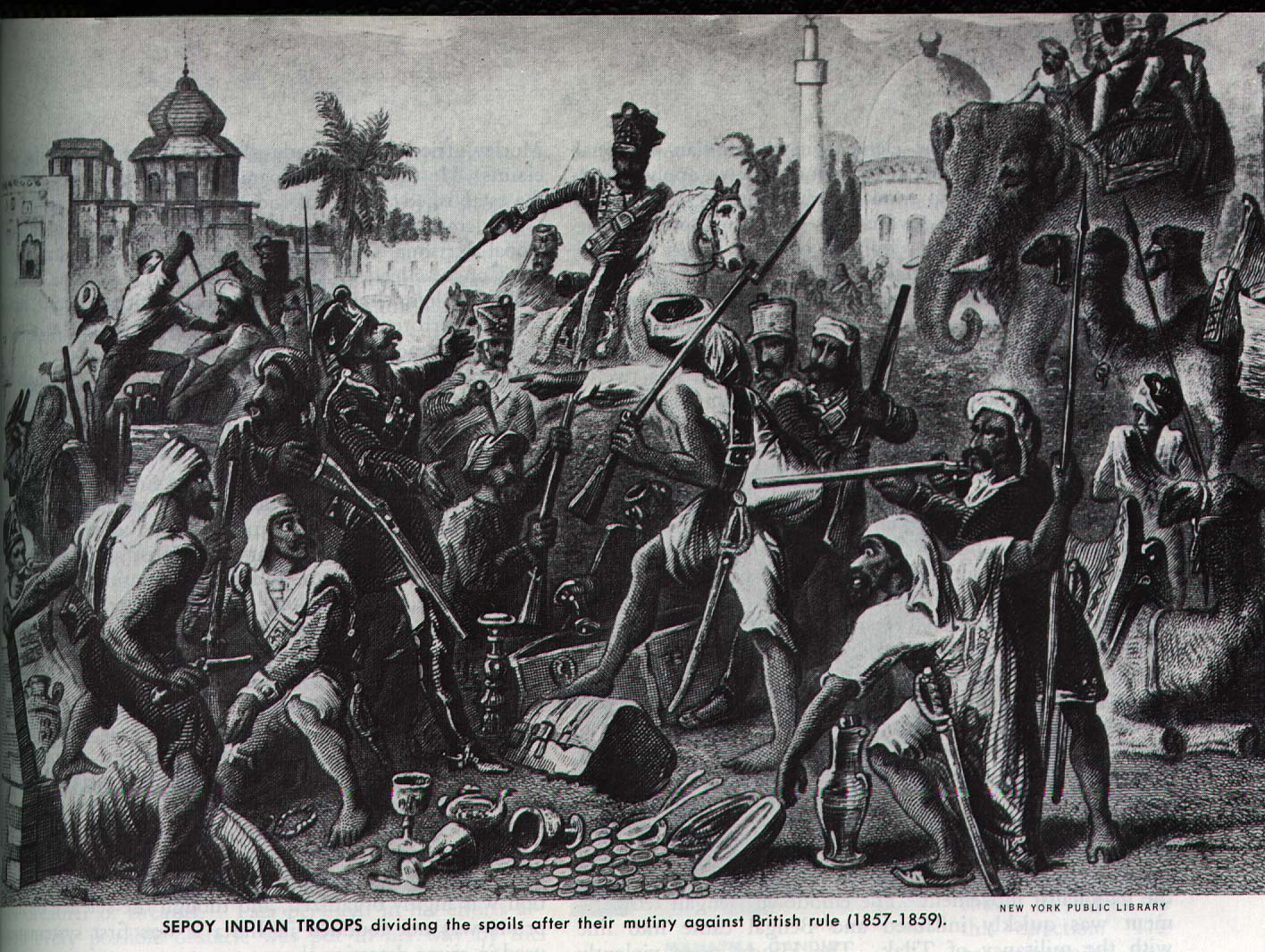
Un'incisione intitolata Truppe indiane sepoy si dividono il bottino dopo il loro ammutinamento contro la legge inglese, che include diversi moschetti.

L'Enfield fu una delle principali cause che contribuirono allo scoppio dei Moti indiani del 1857. I Sepoy presenti nell'esercito della Compagnia delle Indie Orientali di stanza in India erano stati equipaggiati col nuovo fucile nel 1856, e - malgrado le cause dell'insurrezione fossero ben diverse e assai più profonde - cominciarono a diffondersi voci che sostenevano che le cartucce (intese qui come involucri cartacei contenenti polvere e pallottola, non come cartucce metalliche) venivano lubrificate con grasso di maiale o sego di bue. Questi sospetti gettarono scompiglio, rispettivamente, tra i soldati musulmani e indù, per questioni religiose.

L'addestramento militare britannico del tempo, infatti, prevedeva che i soldati aprissero con un morso la cartuccia, rovesciassero la polvere da sparo in essa contenuta all'interno della canna e a quel punto vi pressassero dentro l'involucro cartaceo vuoto, che fungeva da borra, per poi inserire la pallottola, estrarre la bacchetta, imbracciare il fucile, inserire la capsula sul luminello e, infine, sparare.
L'idea di avere in bocca qualcosa di contaminato da grasso di bue o maiale era totalmente inaccettabile per i sepoy, ma alle loro rimostranze venne risposto che nulla vietava che essi si confezionassero autonomamente cartucce contenenti un agente lubrificante compatibile con la loro fede religiosa, come cera d'api o olio vegetale. Questo, tuttavia, sembrò essere la prova che le munizioni che venivano loro fornite contenessero effettivamente grasso di maiale e/o bue. Un ulteriore suggerimento, che prevedeva che i sepoy aprissero le cartucce con le mani invece di morderle, venne scartata perché impraticabile: molti dei sepoy avevano effettuato esercitazioni di tiro quotidiane per anni, e la pratica di mordere la cartuccia era ormai diventata automatica. La superficiale e supponente indifferenza di molti ufficiali britannici non fece che aggravare una situazione già difficile e contribuì allo scoppio dell'insurrezione nel 1857.

## Guerra di Crimea
Con lo scoppio della guerra tra Russi e Turchi, nel Regno Unito ci si convinse che fosse solo una questione di tempo prima di venire coinvolti in prima persona nel conflitto. L'esercito britannico era nel mezzo di una significativa trasformazione degli armamenti dal momento che si stava passando dai moschetti a canna liscia a quelli a canna rigata. Mentre qualche reggimento era stato equipaggiato con il pattern 1851 Minié Rifled musket, la maggioranza dell'esercito utilizzava ancora il modello del 1842 a canna liscia. Alla fine del 1853, l'Enfield Rifled musket venne approvato dal dipartimento della guerra e ne venne iniziata la produzione. L'Enfield venne largamente utilizzato durante la guerra di Crimea, combattuta tra il 1854 e il 1856.

## Guerre māori
L'Enfield 1853 Rifled Musket venne fornito alla New Zealand Armed Constabulary, la polizia neozelandese, e fu utilizzato in maniera massiccia nelle fasi intermedie e finali delle guerre māori, tra il 1845 e il 1872. Un buon numero di moschetti Enfield venne acquistato anche dai Maori, venduti sia dagli stessi Inglesi (che li commerciavano con le tribù amiche) che da mercanti europei che si ponevano meno domande su chi fossero i clienti a cui consegnavano armi da fuoco, polvere e pallottole.
Dopo l'introduzione dello Snider-Enfield, parecchi degli Enfield vennero venduti sul mercato civile e rimasero popolari in Nuova Zelanda come arma sportiva e da caccia fino al tardo XIX secolo, parecchio tempo dopo l'introduzione delle armi da fuoco a cartuccia metallica.

## Risorgimento italiano
In vista dell'invasione del Regno delle Due Sicilie, vennero acquistati per i garibaldini 25.000 fucili Enfield P-53, considerati i migliori dell'epoca, insieme a oltre 3 milioni di cartucce.

## Guerra Civile Americana

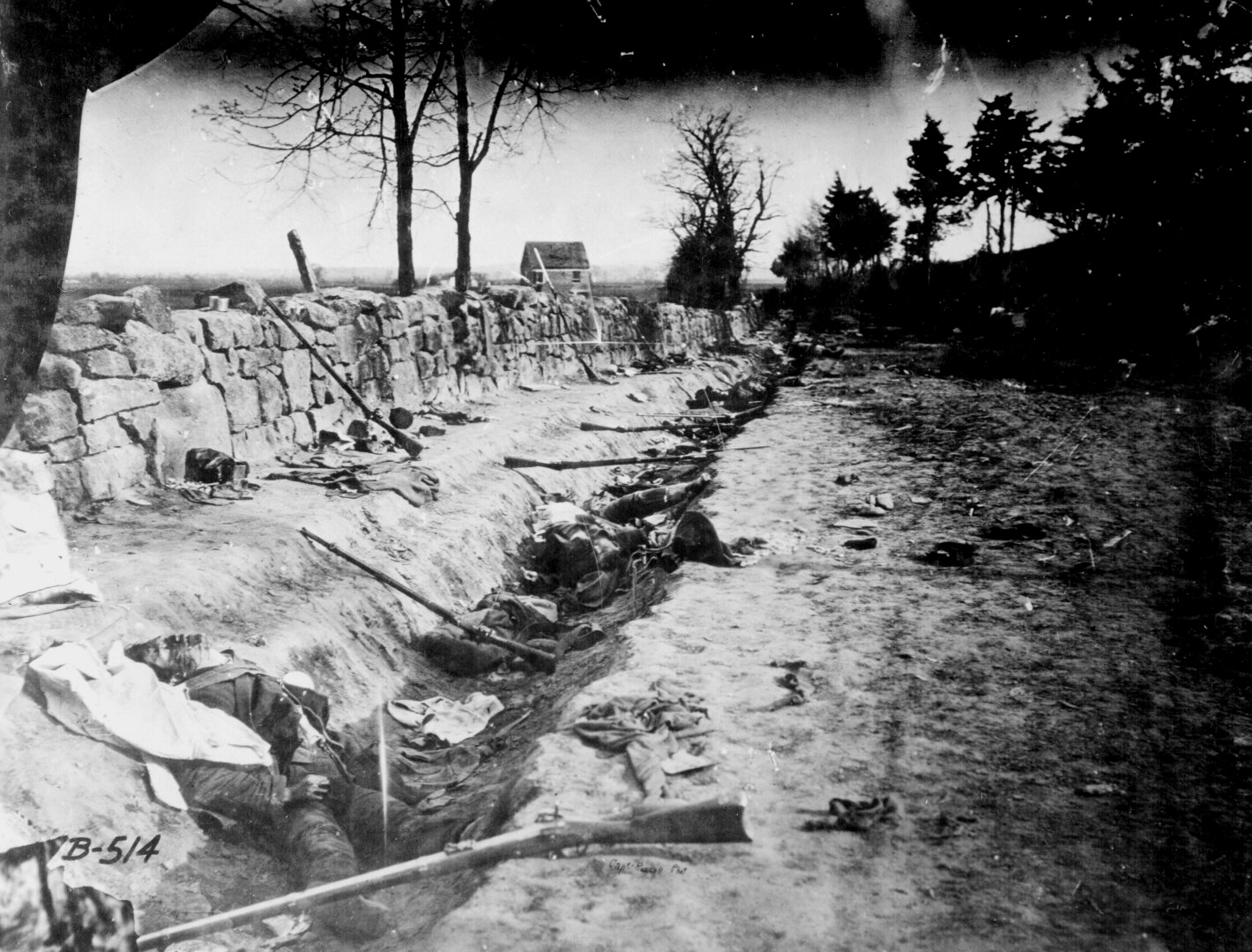
Confederati caduti durante la battaglia di Chancellorsville, il 3 maggio 1863. Si possono notare parecchi Enfield 1853 nei punti dove sono stati abbandonati o sono caduti.

L'Enfield 1853 venne utilizzato sia dagli Unionisti che dai Confederati nella Guerra Civile Americana e fu il secondo fucile da fanteria più diffuso durante la guerra, sorpassato solamente dallo Springfield Mod. 1861 Rifled Musket. I Confederati importarono più Enfield di qualunque altro tipo di arma portatile, continuando ad acquistarli da venditori privati e trafficanti di armi anche quando il governo britannico si rifiutò di vendere loro armi una volta divenuto chiaro che non avrebbero vinto la guerra. Si stima che più di 900.000 Enfields P53 furono importati in America e vennero utilizzati in tutti i maggiori scontri, come la battaglia di Shiloh (aprile 1862) e l'assedio di Vicksburg (maggio 1863), per arrivare alle battaglie finali del 1865. Il secondo giorno della battaglia di Gettysburg, il 2 luglio 1863, i volontari del 20° Maine, reggimento di fanteria, guidato dal Colonnello Joshua L. Chamberlain, erano equipaggiati con Enfield 1853 durante la loro celebre carica alla baionetta contro l'incessante attacco sferrato dalle forze confederate nel tentativo di sfondare il fianco sinistro dell'armata del Potomac sul Little Round Top. Questo è un estratto del suo rapporto ufficiale dopo la battaglia:
La feroce carica del 20° Maine, con le baionette inastate sugli Enfield, si concluse con una vittoria sui confederati, colti di sorpresa, e il colonnello Chamberlain ricevette la Medal of Honor per la sua condotta, quel giorno, al Little Round Top.

## Riproduzioni
L'Enfield 1853 Rifled Musket è spesso scelto da tiratori e cacciatori che utilizzano armi a polvere nera, rievocatori del periodo della guerra di secessione americana ed estimatori delle armi inglesi per la sua qualità, precisione ed affidabilità. È possibile reperire moschetti Enfield originali ma sono molto costosi. Tuttavia, le armerie italiane Euroarms, Pedersoli e Armi Chiappa (Armi Sport) producono riproduzioni moderne dell'Enfield 1853.